# Skënder Petro Luarasi
Skënder Petro Luarasi, född den 19 januari 1900, död den 27 april 1982, var en albansk författare.
Skënder Petro Luarasi föddes i en by i Korça. Hans namn avser Skanderbeg. Han tillhörde släkten Kostallari. Poeten Naim Frashëri var hans gudfader.
Luarasi var elev i de första albanska skolorna och läste vidare i skolor i Osmanska riket, USA och Österrike. Vid sin hemkomst var han verksam som lärare.